# 埃尔阿塔萨尔
埃尔阿塔萨尔，是西班牙马德里自治区的一个市镇。总面积29.55平方公里，总人口103人（2013年），人口密度3.5人/平方公里。